# Kötvény
A kötvény hitelviszonyt megtestesítő értékpapír. A kötvényben a kibocsátó (az adós) arra kötelezi magát, hogy az ott megjelölt pénzösszegnek az előre meghatározott kamatát vagy egyéb jutalékait, valamint az általa vállalt esetleges egyéb szolgáltatásokat, továbbá a pénzösszeget a kötvény mindenkori tulajdonosának, illetve jogosultjának (a hitelezőnek) a megjelölt időben és módon megfizeti, illetőleg teljesíti. Vannak olyan kötvénynek nevezett szerződések, értékpapírok, amelyek tartalmilag nem tekinthetők annak, ilyen például a biztosítási kötvény.

## Típusai

### Anonimitás szerint
Kötvény lehet névre, vagy bemutatóra szóló. Magyarországon csak névre szóló kötvény bocsátható ki.

### Megjelenési formája szerint
A kötvény lehet nyomdai úton előállított vagy dematerializált (értékpapír számlán digitális jelként tárolt).

### Kamatozás szerint
Lehet fix kamatozású, változó kamatozású, vagy speciális ún. zéró-kupon kötvény.
- Fix kamatozás esetén a kibocsátó azt vállalja, hogy előre meghatározott időpontokban kifizeti a kötvény névértékének százalékában kifejezett, a futamidő alatt változatlan mértékű kamatot, majd lejáratkor visszafizeti a kötvény névértékét is.
- Változó kamatozás esetén a kibocsátó előre meghatározott időpontokban kifizeti a kötvény névértékére vetített, százalékban kifejezett, de időben változó (általában valamely banki vagy bankközi kamatláb változásához kötött, például jegybanki alapkamat, BUBOR, LIBOR) kamatot, és a futamidő végén a névértéket.
- Zéró-kupon kötvény esetén a kibocsátó nem kamatot fizet, hanem a kibocsátáskor névérték alatti áron értékesíti a kötvényt, amelynek lejáratakor a névértékét fizeti vissza. A befektető hozama (kamata) a beszerzéskori ár és a névérték különbözete lesz.

### Kibocsátója szerint
- Állami kibocsátású
  - kincstárjegy
  - államkötvény
- Közintézményi kibocsátású (például önkormányzat)
- Jegybanki, vagy kereskedelmi banki kibocsátású, ennek speciális változata a jelzálogbank által kibocsátott jelzáloglevél
- Vállalati kibocsátású

A gyakorlatban a fenti kibocsátók kötvényei a piacon igen változatos neveken foroghatnak. Például diszkontkincstárjegy, kamatozó kincstárjegy stb. Kincstárjegynek az egy évnél rövidebb lejáratú értékpapírokat nevezzük, államkötvénynek az egy évnél hosszabb lejáratúakat, míg a köznyelvben talán leginkább ismert állampapírt mindkettőre használhatjuk. Az egyes állampapírok összehasonlítására és hozamainak kiszámítására használhatók különféle kalkulátorok, pl. a Magyar Állampapír Kalkulátor.

### Egyéb csoportosítások
Biztonságosság szerint
- biztosítékkal fedezett kötvény (a kibocsátó csődje esetén előre meghatározott biztosíték áll a kötvény mögött)
- nem fedezett kötvény (nincs előre meghatározott biztosíték, az egyéb hitelezőkkel azonos besorolás alá esik csőd esetén)
- alárendelt kötvény (a kibocsátó csődje esetén az egyéb hitelezők után kerül csak kielégítésre a követelés)

Specialitások szerint
- egyszerű kötvény (amiről az eddigiekben beszéltünk)
- visszahívható kötvény (lehetőséget ad a kibocsátó számára, hogy a kötvényt valamilyen előre meghatározott árfolyamon bármikor visszavásárolja)
- átváltható kötvény (lehetőséget ad a birtokosa részére a kötvények meghatározott időpontban meghatározott számú részvényre történő kicserélésére)

## Értékelése
Egy egyszerű, fix kamatozású kötvény elméleti ára a kötvény által fizetett pénzáramlások "diszkontálásával", azaz mai napi értékre (jelenértékre) átszámításával határozható meg, melynek a paraméterei az alábbiak:
- Pénzáramlások:
  - A rendszeres kamatfizetések C, melyek minden egyes (1,2,…,T) időpontban esedékesek;
  - a névérték P, amely a kötvény lejáratakor, a T. időpontban esedékes.
- Hozam: az elvárt (éves szintre átszámított) r hozam.
  - r az ugyanilyen kockázati besorolású kötvények piaci kamatlába

A kötvény ára = {\displaystyle P_{0}=\sum _{t=1}^{T}{\frac {C}{(1+r)^{t}}}+{\frac {P_{T}}{(1+r)^{T}}}.}
A fenti képlet azt fejezi ki, hogy mennyi pénzt kellene betenni a bankba r kamat mellett, ha a bankból éppen annyi pénzt szeretnénk kivenni, amennyit a kötvény az egyes időpontokban fizet.
Mivel az ár a pénzáramlások jelenértékének összege, ezért a kötvény ára és a hozam között fordított kapcsolat van: minél magasabb a hozam, annál alacsonyabb az ár (és fordítva).
A képlet a zéró-kupon kötvények értékelésére alkalmas: ekkor C=0 és csak egyetlen időpont van, a lejárat.

## Minősítése
A kötvény minősítése hitelkockázatának a meghatározását jelenti. A kötvény minősítését független hitelminősítő ügynökségek végzik, akik kockázati osztályokba sorolják be az egyes kötvényeket.
A legismertebb minősítő ügynökségek a Moody's, a Standard & Poors és a Fitch Ratings.
A Moody's minősítési kategóriái Aaa, Aa, A, Baa, Ba, B, Caa, Ca, C, ahol Aaa a legjobb, a C pedig a legrosszabb minősítés. A Standard & Poors és a Fitch Ratings minősítési kategóriái AAA, AA, A, BBB, BB, B, CCC, CC, C, D.
Befektetési minősítésűnek nevezik a Baa (illetve a másik besorolás szerint BBB), vagy annál jobb minősítésű kötvényeket, míg bóvlinak (junk) nevezik a többi kötvényt.

## Devizában kibocsátott kötvények
Köz-, és magán gazdálkodású szervezetek dönthetnek úgy, hogy szemben a hazai devizával, külföldi devizában bocsátanak ki kötvényeket, adós értékpapírokat. Ennek számos oka lehet; a három legfontosabb ok a deviza kockázat csökkentése, csak külföldről elérhető források, valamint a bizalom növelése adott kötvény (valamint valuta és fizetésképesség) iránt. Főbb deviza kötvények a következők:
- Euródollár kötvény: USA dollárban denominált kötvény, melyet nem USA-beli szervezet bocsát ki az Amerikai Egyesült Államokon kívül
- Kenguru kötvény: Ausztráliai dollárban denominált kötvény, melyet nem ausztráliai szervezetek bocsátanak ki az ausztráliai hitel piacokon.
- Juhar kötvény: Kanadai dollárban denominált kötvény, melyet nem kanadai szervezetek bocsátanak ki a kanadai hitel piacokon
- Szamuráj kötvény: Japán jenben denominált kötvény, melyet nem japán szervezetek bocsátanak ki a Japán hitel piacokon
- Shibosai kötvény: zártkörű kibocsátású kötvény, melyet csak intézmények, illetve bankok jegyezhetnek Japán hitel piacain.
- Yankee kötvény: USA dollárban denominált kötvény, melyet nem USA-beli szervezetek bocsátanak ki az USA hitel piacain
- Sógun kötvény: Japán jenben denominált kötvény, melyet nem japán szervezetek, valamint államok bocsátanak ki a japán hitel piacokon.
- Bulldog kötvény: Angol fontban denominált kötvény, melyet nem angliai szervezetek, valamint államok bocsátanak ki Londonban.
- Matrjoska kötvény: Orosz rubelben denominált kötvény, melyet nem oroszországi szervezetek bocsátanak ki az Oroszországi Föderáció hitel piacain.
- Arirang kötvény: Dél Koreai wonban denominált kötvény, melyet nem dél-koreai szervezetek bocsátanak ki a dél-koreai hitel piacokon
- Kimcshi kötvény: nem Dél-Koreai wonban denominált kötvény, melyet nem dél-koreai szervezetek bocsátanak ki a dél-koreai hitel piacokon
- Formosa kötvény: nem Tajvani új Dollárban denominált kötvény, melyet nem tajvani szervezetek bocsátanak ki a tajvani hitel piacokon.
- Panda kötvény: Kínai renminbiben denominált kötvény, melyet nem kínai szervezetek bocsátanak ki a kínai hitel piacokon
- Izrael államkötvények: számos, devizában kibocsátott kötvény, melyet az Izraeli állam bocsát ki az Izraeli Fejlesztési Vállalaton keresztül.

## Lásd még
- átlagidő
- Moody's
- Standard & Poors
- Fitch Ratings